# Ричланд
Вижте пояснителната страница за други значения на Ричланд.
Ричланд (на английски: Richland) е град в окръг Бентън, щат Вашингтон, Съединени американски щати. Разположен е при вливането на река Якима в Колумбия. Населението му е 56 243 души (по приблизителна оценка за 2017 г.).
В Ричланд е роден писателят Орсън Кард (р. 1951).